# História da paisagem
A história da paisagem é o estudo da forma em que a humanidade mudou a aparência física do ambiente, tanto do passado e do presente. É por vezes referida como arqueologia da paisagem. Ele foi o primeiro a ser reconhecida como uma área separada de estudo durante o século XX e usa provas e abordagens de outras disciplinas, como a arqueologia, arquitetura, ecologia, fotografia aérea, história e geografia histórica.

## Origem e escopo
Na Inglaterra, a história da paisagem emergiu como uma disciplina acadêmica após a publicação de The Making of the English Landscape, de WG Hoskins, em 1955, embora alguns tópicos que agora são considerados parte da história da paisagem tenham sido identificados anteriormente. Darby, por exemplo, dá muitos exemplos iniciais de caracterização regional de paisagens.
Depois de Hoskins, a história da paisagem se expandiu em várias direções. Existem histórias de paisagem publicadas de vários condados ingleses. Outros autores estudaram a paisagem em períodos anteriores.  Uma via produtiva tem sido o estudo de características específicas da paisagem, como campos, aldeias e assim por diante. 
O escopo da história da paisagem varia de características individuais específicas até áreas que cobrem centenas de quilômetros quadrados. Os tópicos estudados pelos historiadores da paisagem incluem:
- A forma (morfologia) dos assentamentos - por exemplo, se estão dispersos ou nucleados;
- O status dos assentamentos - por exemplo, propriedades múltiplas anglo-saxônicas;
- Aldeias medievais abandonadas que fornecem evidências de formas de aldeia anteriores;
- Sistemas de campo que podem ser usados para datar os recursos da paisagem, bem como iluminar paisagens anteriores;
- Limites de campo ou limites de unidades maiores, como paróquias ou condados;
- Nomes de lugares que foram usados para ilustrar características da paisagem, particularmente nomes de lugares anglo-saxões.

## Técnicas
Duas abordagens complementares podem ser usadas para estudar a história da paisagem - trabalho de campo e pesquisa documental. O trabalho de campo envolve inspeção física da paisagem para identificar terraplenagem e outras características potenciais. A pesquisa documental documental envolve encontrar referências aos recursos de paisagem em fontes primárias e secundárias. Entre as fontes documentais mais úteis estão os mapas. Fotografias aéreas modernas são úteis para identificar recursos de grande escala; fotografias aéreas anteriores podem mostrar recursos que foram perdidos.
A origem das características pode frequentemente estar relacionada com a geologia e ecologia da área em estudo - por exemplo, a importância das nascentes e a adequação do solo para diferentes formas de agricultura.
A presença de espécies indicadoras pode ser usada para identificar o uso anterior da terra, por exemplo, jacintos que sugerem florestas antigas, particularmente no leste da Inglaterra e em Lincolnshire.
Os recursos de paisagem também podem indicar o uso inicial da terra. Por exemplo, uma colina vermelha em uma área costeira é uma indicação da produção de sal.
O programa de caracterização histórica da paisagem iniciado pelo English Heritage fornece uma estrutura para padronizar e registrar informações sobre o histórico da paisagem, particularmente para apoiar as autoridades de planejamento.

## Status acadêmico
Poucas universidades têm um departamento de história da paisagem. Historiadores das paisagens são tipicamente encontrados em departamentos de arqueologia, história, história local ou educação continuada. Cursos de história da paisagem são tipicamente cursos de pós-graduação. Como resultado, grande parte do trabalho na história da paisagem é realizado por amadores (embora muitas vezes supervisionados por profissionais em estudos da paisagem). 

## Revistas
Landscape History é o nome de uma revista publicada pela Society for Landscape Studies.

### Artigos Científicos
- Darby, Clifford (1954). «Some Early Ideas on the Agricultural Regions of England». The Agricultural History Review. II: 30-47

### Livros
- Hooke, Della (1998). The Landscape of Anglo-Saxon England. Leicester: Leicester University Press. 256 páginas
- Hunter, John (1999). The Essex Landscape. Essex: Essex Record Office Publications. 210 páginas
- Johnson, Matthew (2006). Ideas of Landscape: an introduction. [S.l.]: Blackwell Publishing. 268 páginas
- Morris, Richard (1990). Churches in the Landscape. Phoenix: The Orion Publishing Group Ltd. 510 páginas